# Моргауз (Міссурі)
Моргауз (англ. Morehouse) — місто (англ. city) в США, в окрузі Нью-Мадрид штату Міссурі. Населення — 741 особа (2020).

## Географія
Моргауз розташований за координатами 36°50′47″ пн. ш. 89°41′28″ зх. д. / 36.84639° пн. ш. 89.69111° зх. д. (36.846405, -89.691056).  За даними Бюро перепису населення США в 2010 році місто мало площу 2,06 км², уся площа — суходіл.

## Демографія
Згідно з переписом 2010 року, у місті мешкали 973 особи в 426 домогосподарствах у складі 268 родин. Густота населення становила 473 особи/км².  Було 499 помешкань (243/км²).
Расовий склад населення:
| - 95,9 % — білих - 0,8 % — чорних або афроамериканців - 0,3 % — корінних американців - 0,1 % — азіатів - 1,0 % — осіб інших рас |

До двох чи більше рас належало 1,8 %. Частка іспаномовних становила 2,0 % від усіх жителів.
За віковим діапазоном населення розподілялося таким чином: 21,5 % — особи молодші 18 років, 61,7 % — особи у віці 18—64 років, 16,8 % — особи у віці 65 років та старші. Медіана віку мешканця становила 42,9 року. На 100 осіб жіночої статі у місті припадало 94,6 чоловіків;  на 100 жінок у віці від 18 років та старших — 86,3 чоловіків також старших 18 років.
Середній дохід на одне домашнє господарство  становив 32 818 доларів США (медіана — 26 375), а середній дохід на одну сім'ю — 39 751 долар (медіана — 31 816). Медіана доходів становила 30 300 доларів для чоловіків та 29 583 долари для жінок. За межею бідності перебувало 19,2 % осіб, у тому числі 27,8 % дітей у віці до 18 років та 13,8 % осіб у віці 65 років та старших.
Цивільне працевлаштоване населення становило 273 особи. Основні галузі зайнятості: освіта, охорона здоров'я та соціальна допомога — 20,9 %, роздрібна торгівля — 19,8 %, виробництво — 11,4 %, науковці, спеціалісти, менеджери — 9,2 %.